# 左派アナキズム
左派アナキズム（英語: left anarchism）または左翼アナキズム（英語: left-wing anarchism）は、政治思想の1種で、左派・左翼のアナキズム。しばしばリバタリアン社会主義、左派リバタリアニズム、社会的無政府主義、社会主義者無政府主義の同義語としても使われている。
この用語は通常は、自治をアナキズムと説明する右派リバタリアニズムから、従来のアナキズムを区別するために使用されている 。左派アナキズムが仮定する未来社会では、私有財産は互酬に置き換えられて社会階層は存在しない。

## 概要
アナキストは通常は「左派アナキズム」との呼称は冗長との理由で使用しないが、この事はアナキズムは資本主義やナショナリズムと両立が可能との誤解を発生させている。
サンディカリストのUlrike Heiderはアナキズムを、左派アナキズム、右派アナキズム（無政府資本主義）、グリーンアナキズムに分類した。しかし彼の著作はBryan Caplan(en)やMurray Bookchin(en)を含むアナキストの学者によって研究と説明の品質が低いと強く批判された。